# Flugunfall auf dem Steinkopf 1948

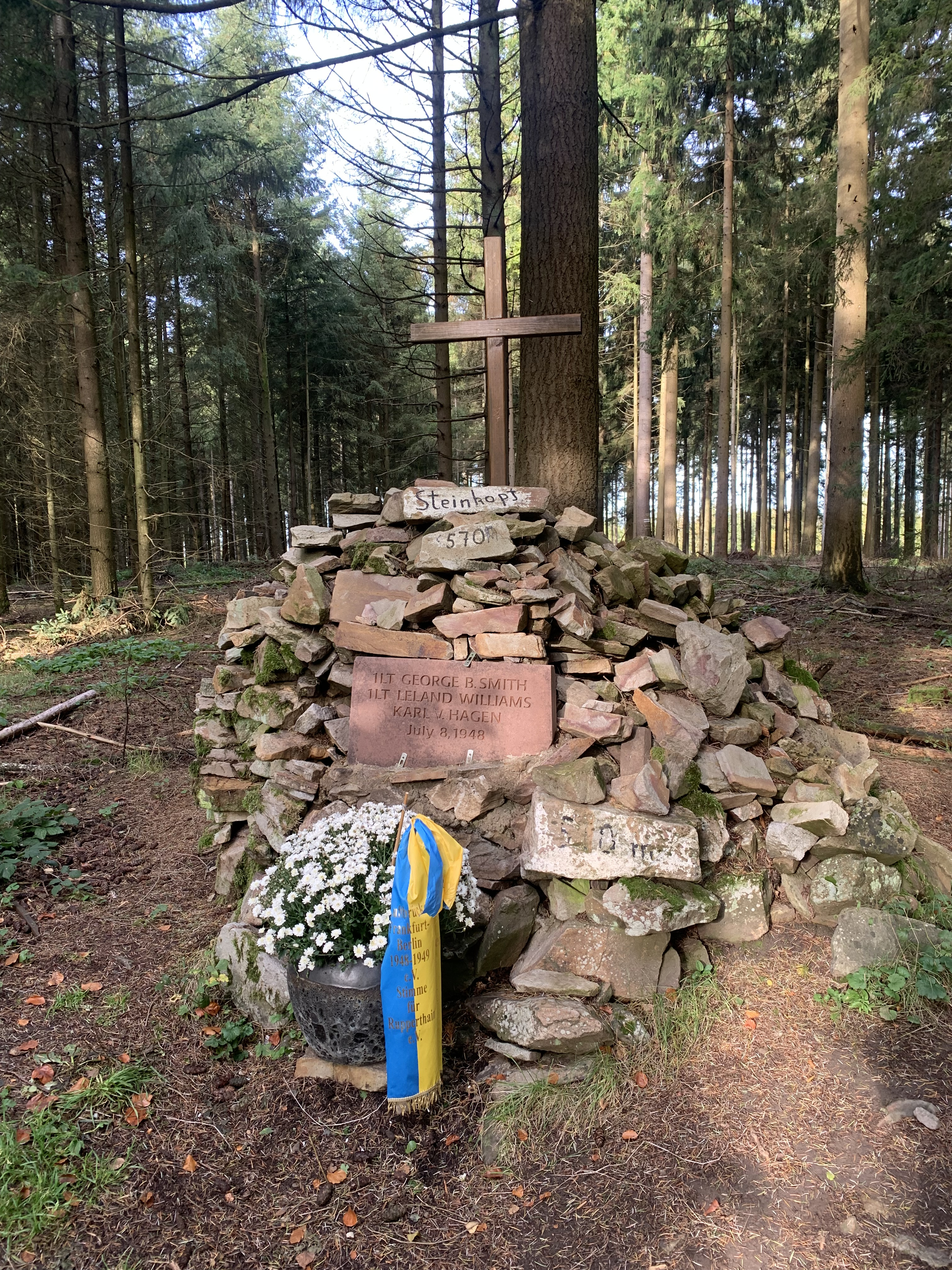
Unfalldenkmal

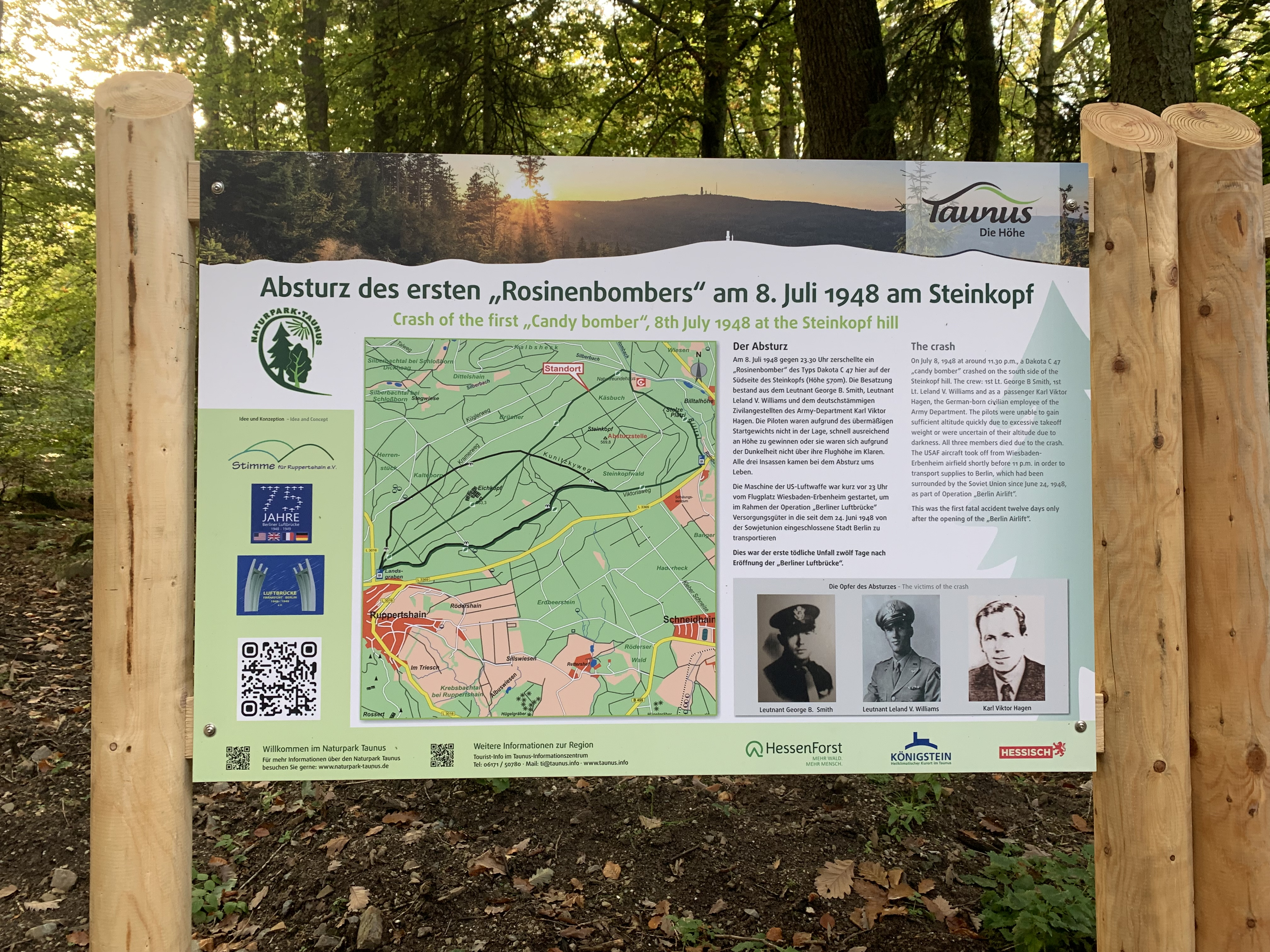
Infotafel

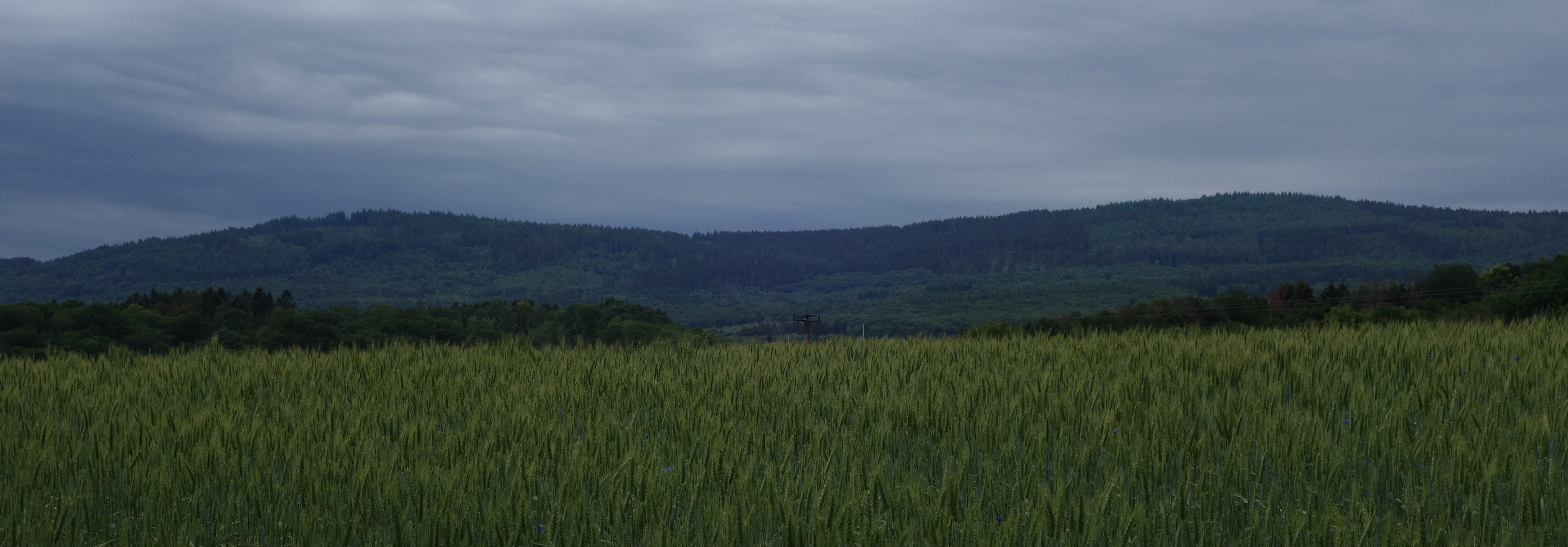
Der Steinkopf (rechts) sowie der benachbarte Eichkopf (bei Ruppertshain) von Südost gesehen

Der Flugunfall auf dem Steinkopf am 8. Juli 1948 war ein Unfall einer Douglas DC-3/C-47 auf dem Steinkopf bei Königstein im Taunus.

## Unfall
Die Berlin-Blockade 1948 wurde durch die Berliner Luftbrücke gebrochen. Eine der Hauptrouten der Rosinenbomber war die Strecke Flugplatz Wiesbaden-Erbenheim bzw. Flughafen Frankfurt Main nach Flughafen Berlin-Tempelhof. Am späten Abend des 8. Juli 1948 startete eine Douglas DC-3/C-47 in Wiesbaden auf dem Weg nach Berlin. An Bord waren die beiden Piloten Lieutenant George B. Smith und First Lieutenant Leland V. Williams sowie der Zivilist Karl Viktor Hagen, der im Auftrag des US-Schatzamtes größere Mengen Bargelds nach Berlin bringen sollte.
Kurz nach dem Start flog die Maschine in den Gipfel des Steinkopfs. Augenzeugen berichteten von einer Explosion und einem Feuerball. Grund für den Unfall war das hohe Ladungsgewicht des Flugzeuges, das einen schnellen Steigflug verhindert hatte. Die Piloten waren sich nicht im Klaren darüber, dass sie bereits über dem Taunus flogen, und konnten bei der Dunkelheit nicht erkennen, dass die Maschine die Baumwipfel berührte, was zu dem Unfall führte. Es handelte sich daher um einen CFIT (Controlled flight into terrain).
Es handelte sich um den ersten tödlichen Unfall eines Flugzeugs im Rahmen der Luftbrücke.

## Gedenken
An der Unfallstelle, dem Gipfel des Steinkopfs, wurde eine Gedenkstätte errichtet. Diese besteht aus einem Hügel aus Bruchstein, in den eine rote Sandsteintafel mit den Namen der Opfer eingelassen ist. Darüber befindet sich ein Holzkreuz.
2023 wurden am Weg von der Biltalhöhe zum Steinkopf Infotafeln aufgestellt, die das Ereignis und die Hintergründe darstellen.